# Agrostis ambatoensis
Agrostis ambatoensis é uma espécie de gramínea do gênero Agrostis, pertencente à família Poaceae.